# Rudolf Barta (podnikatel)

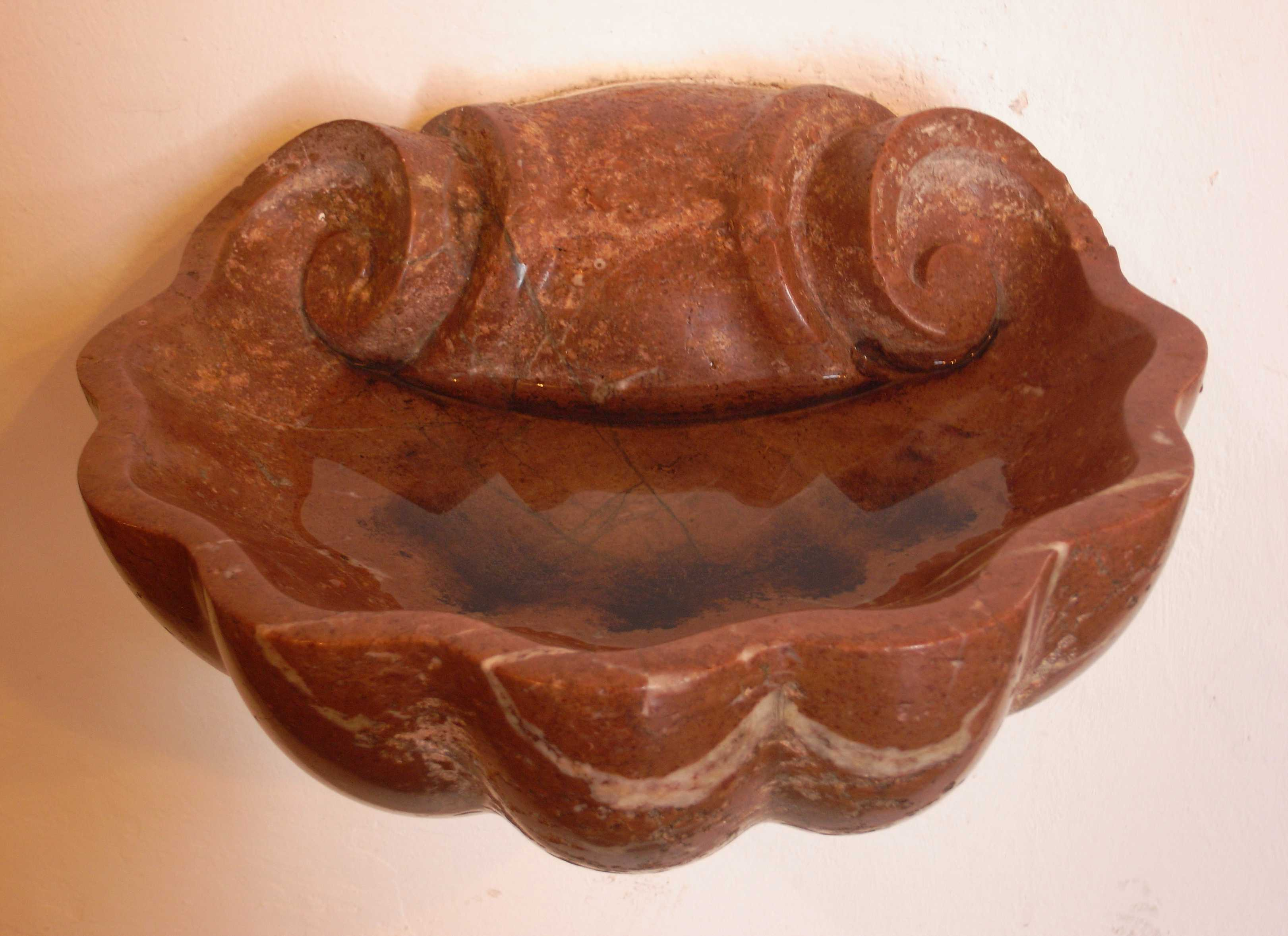
Křtitelnice – výrobek z červeného slivenského mramoru (devonský vápenec z oblasti Prahy)

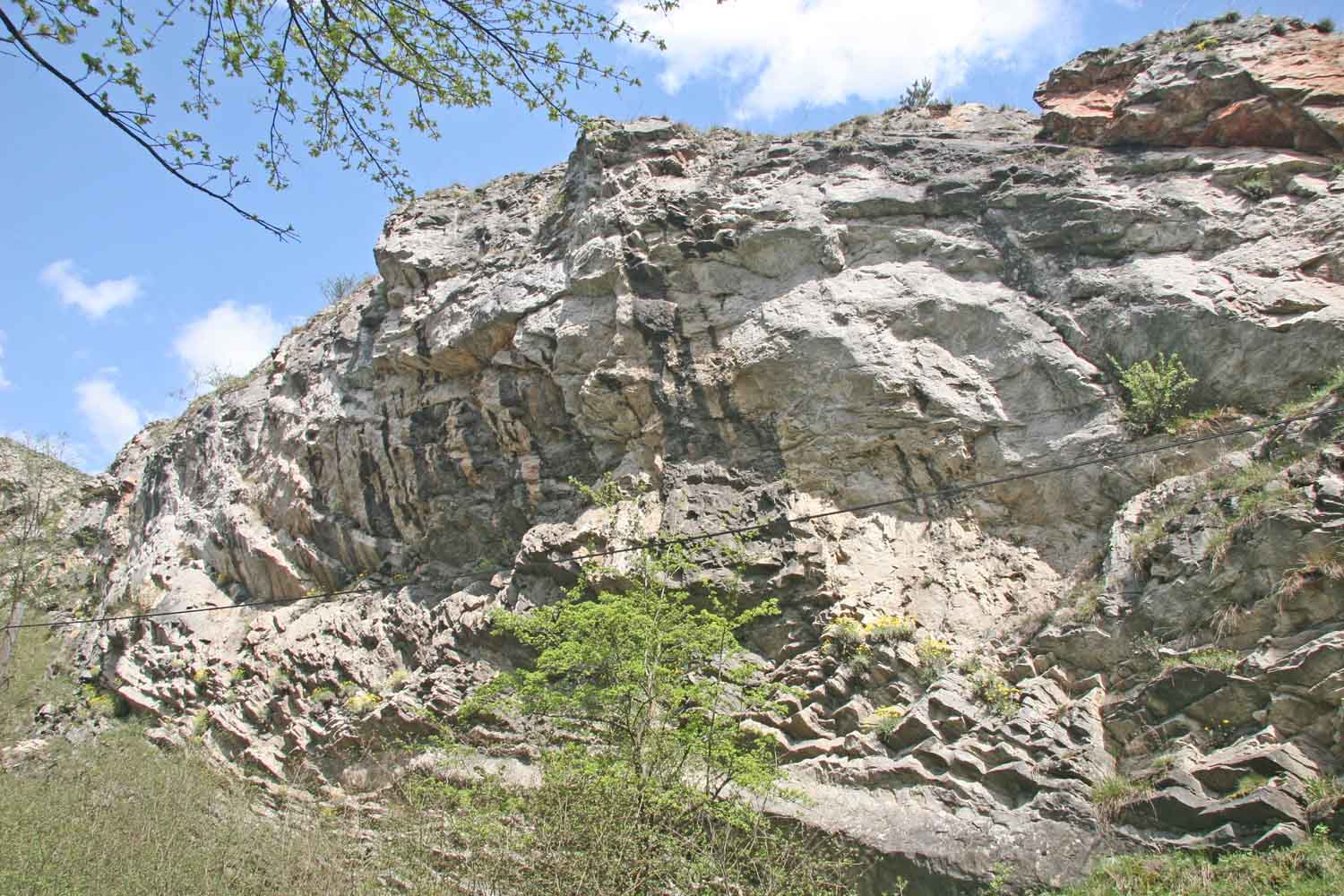
Vápencové skály v Přírodní rezervaci Radotínské údolí u Kosoře a Prahy-Radotína

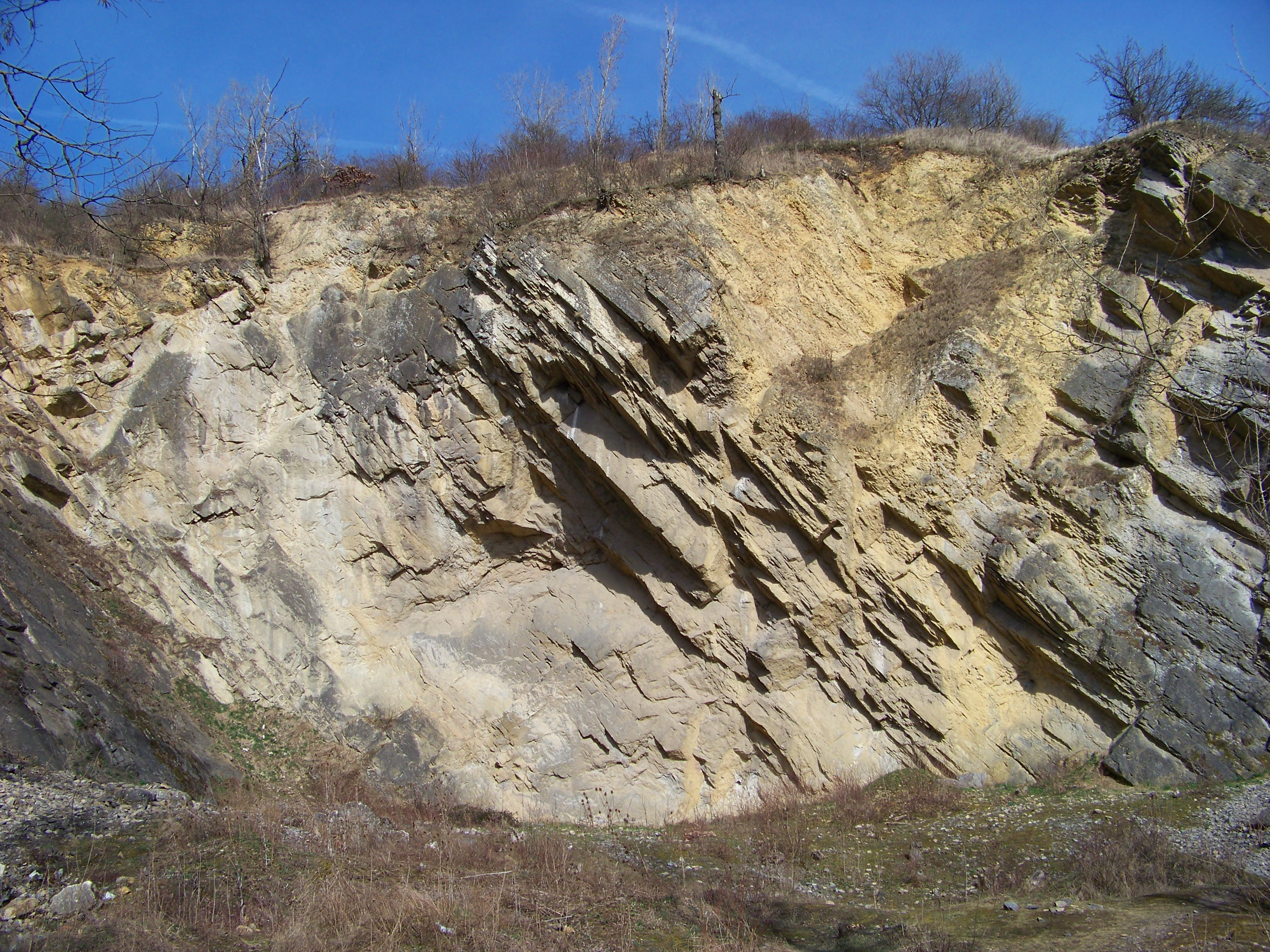
Původně stěnový lom Kamčatka (v Dalejském údolí u pražských Řeporyjí), později Černý lom (pojmenovaný v roce 1923 sběratelem zkamenělin Františkem Hanušem (1860–1937) podle tmavých silurských vápenců), byl 275 metrů dlouhý s 30 metrů vysokou stěnou. V nadloží černých vápenců se těžily světlé vysokoprocentní vápence pro výrobu vápna

Rudolf Barta (13. října 1868 Praha – 12. září 1952 Praha) byl podnikatel v oboru staviv, komerční rada a národohospodářský pracovník.

## Život

### Rodinný původ
Rudolf Barta se narodil 13. října 1868 v Praze. Jeho otcem byl podnikatel v oboru stavebních hmot Ferdinand Barta. Jeho matkou byla Barbora Bartová (rozená Stomeová) (1846–1878) – dcera majitele žižkovského statku Pražačka.

### První kroky v oboru
Po skončení studia na obchodní akademii v roce 1887 nastoupil Rudolf Barta jako zaměstnanec (obchodní cestující s vápnem) do firmy na výrobu stavebního materiálu Barta & Tichý. Po předčasné smrti Ferdinanda Barty v roce 1892 převzal vedení společnosti Karel Tichý. Později se ale postupně i Rudolf Barta účastnil na řízení společnosti.

### Rozvoj firmy v 90. letech 19. století
Rudolf Barta založil u nádraží Praha-Smíchov další podnik na výrobu betonových dlaždic a tašek podle italského vzoru a jako první v Čechách začal i s výrobou umělého kamene (k dekoračním účelům). Od poloviny 90. let 19. století rozšířil činnost firmy i na těžbu a zpracování mramoru. Jako zdroj mramoru využíval lomy v jižním okolí Prahy. Od řádu Křižovníků s červenou hvězdou si pronajal v roce 1895 lomy na červený mramor ve Slivenci. Později koupil také mramorové lomy v Kosoři, Českém Šternberku, Soběšíně a Bohdanči. Na pražském Zlíchově založil Rudolf Barta provoz na zpracování mramoru a od roku 1911 provozoval také lom na bílý mramor v Bohdanči u Ledče nad Sázavou.
Božena Bartová (rozená Tichá) byla jedinou dcerou Bartova firemního společníka Karla Tichého a jeho ženy Marie Tiché (rozené Košťálkové). Svatba se odehrála v roce 1896 a Rudolf Barta se tímto stal zetěm Karla Tichého.

### Firma v první dekádě 20. století
Po roce 1906 se firma dostala do finančních potíží. Po smrti ředitele firmy a Bartova tchána Karla Tichého (v roce 1908) se Rudolf Barta stal jeho nástupcem. Firma Barta & Tichý musela přežít úpadek vídeňské pobočky a s ním spojenou finanční ztrátu a navíc ještě přijmout nevýhodné kartelové podmínky.

### Po první světové válce
Po první světové válce patřila firma Barta & Tichý k největším československým podnikům na výrobu staviv. Sílící tlak konkurence donutil Rudolfa Bartu dohodnout v roce 1920 spojení s radotínskou továrnou Max Herget – firmou Maxe Hergeta a vznikla tak akciová společnost Spojené pražské továrny na staviva. V této firmě, jejíž akciový kapitál obnášel hodnotu 16 milionů korun, zastával Rudolf Barta funkci prezidenta a generálního ředitele.

### Prastav
V roce 1923 se firma dostala do finanční tísně, z níž jí pomohl kapitálový vstup pražského velkoobchodníka s uhlím Rudolfa Weinmanna, jenž se stal v roce 1924 akcionářem a v témže roce (1924) se firma přejmenovala na Českou akciovou společnost k vyrábění a zužitkování staviva (se sídlem v Podolí) respektive na Spojené pražské továrny na staviva, a. s. – Prastav. Rudolf Barta se stal v této firmě předsedou správní rady a generálním ředitelem.
Firma odkoupila od Josefa Procházky vápenku v Loděnicích u Berouna, od Křižovníků další pozemky ve Slivenci a Holyni a v roce 1938 také železárny a válcovny v Pečkách na Kolínsku. Ve 30. letech 20. století firma zaměstnávala více než jeden tisíc zaměstnanců. Firma vlastnila několik lomů (vápencové lomy v Podolí, Holyni a v Řeporyjích), cementárnu v Radotíně, vápenky na Zlíchově, v Hlubočepech, Holyni, Berouně, Loděnicích a Bohdanči, továrnu na dlaždice, kameninové roury a žáruvzdorné zboží v Hlubočepech. V pražském Radotíně založil Rudolf Barta výzkumný a zkušební ústav firmy Prastav.

### Další aktivity Rudolfa Barty
Kromě podnikání Rudolf Barta intenzivně vykonával za první republiky řadu funkcí ve veřejném životě: v Jednotě průmyslu vápenického, Ústředním svazu československých průmyslníků, Ústřední uhelné radě, Ústřední celní radě, předsedal Pražským vzorkovým veletrhům. Rovněž zasedal v několika správních radách a také se podílel na reorganizaci dělnického úrazového pojištění. Členem Národohospodářského ústavu České akademie věd a umění byl od roku 1927. A byl to právě Rudolf Barta, kdo patřil mezi spoluzakladatele odborného časopisu Stavivo. Podporoval i kulturu, například byl předsedou Městských divadel pražských. Byl nositelem několika vyznamenání za zásluhy a to nejen v tuzemsku, ale i v zahraničí (mimo jiné měl i francouzský Řád čestné legie). Do důchodu odešel ke konci roku 1938, kdy opustil vedení podniku a svoje ředitelské místo přenechal svému prvorozenému (a jedinému) synu Dr. techn. ing. Rudolfu Bártovi (1897–1985) (používal v příjmení Bárta dlouhé „á“).

## Rodina
Rudolf Barta měl s manželkou Boženou Bartovou (rozenou Tichou) (* 27. ledna 1875, Praha – 24. února 1943; sňatek v roce 1896) celkem 5 dětí:
- Dr. techn. ing. Rudolf Bárta (* 30. ledna 1897, Praha – 1. března 1985, Praha);
- Božena Jakovljevičová (rozená Bartová) (* 14. prosinec 1897 – 11. prosinec 1986);[4]
- Jarmila Šindelková Laušmanová (rozená Bartová) (* 17. března 1900, Praha);[5]
- Jiřina Mayová (rozená Bartová) (* 9. ledna 1903, Praha)[6] a
- Vladana Tikalová Plocková (rozená Bartová) (* 13. října 1906, Praha).[7]